# 阿维亚蒂科
阿维亚蒂科（義大利語：Aviatico），是意大利贝加莫省的一个市镇。总面积8.43平方公里，人口509人，人口密度60.4人/平方公里（2009年）。国家统计（ISTAT）代码为016015。